# II Giochi paralimpici estivi
I II Giochi paralimpici estivi si tennero a Tokyo, in Giappone, dal 3 al 12 novembre 1964. All'epoca noti come XIII Giochi internazionali di Stoke Mandeville, furono posteriormente riconosciuti come III Giochi paralimpici estivi nel 1984, quando il Comitato Olimpico Internazionale (CIO) approvò la denominazione Giochi paralimpici.

## Sviluppo e preparazione
Nel 1960 Roma, sede della XVII Olimpiade, aveva ospitato anche i IX Giochi internazionali per paraplegici. Noti internazionalmente come Giochi di Stoke Mandeville, erano una manifestazione sportiva ideata dal medico britannico Ludwig Guttmann come equivalente dei Giochi olimpici per veterani della seconda guerra mondiale con danni alla colonna vertebrale. Nel 1960 si svolsero per la prima volta lontano dalla cittadina inglese di Stoke Mandeville, da cui prendevano il nome, e nella stessa sede delle Olimpiadi.
Dai contatti tra Guttmann e i rappresentanti del comitato organizzatore delle Olimpiadi di Tokyo in visita a Roma nacque il progetto di ripetere l'esperienza nel 1964, ospitando la XIII edizione dei Giochi di Stoke Mandeville nella capitale giapponese, una settimana dopo le Olimpiadi e negli stessi impianti. Fu anche l'inizio di una collaborazione professionale tra Guttmann e specialisti giapponesi nel campo della riabilitazione.

## I Giochi

### Paesi partecipanti
Erano iscritte le delegazioni di 19 paesi, per un totale di 375 atleti partecipanti. Alle competizioni parteciparono anche atleti del Sudafrica, che era stato invece escluso dai Giochi olimpici a causa della pratica dell'apartheid (il Sudafrica sarà escluso dai Giochi paralimpici solo nel 1980). Ceylon, Messico e Filippine preso parte alla cerimonia di apertura, ma non inviarono alcun atleta, solo funzionari.
- Argentina (25)
- Australia (17)
- Austria (7)
- Belgio (3)
- Figi (1)
- Francia (13)
- Germania Ovest (1)

- Giappone (16)
- Gran Bretagna (44)
- Irlanda (2)
- Israele (19)
- Italia (19)
- Malta (2)

- Paesi Bassi (11)
- Rhodesia (6)
- Stati Uniti (65)
- Sudafrica (9)
- Svezia (1)
- Svizzera (1)

### Discipline
Il programma di gare venne ampliato rispetto ai Giochi di Roma; tra gli altri, vennero inseriti il sollevamento pesi, con quattro categorie maschili, e le prime corse su sedia a rotelle, i 60 m maschili e femminili e la staffetta 4×40 m maschile.
In totale furono presenti 9 discipline: atletica leggera, biliardo, nuoto, pallacanestro in carrozzina, scherma in carrozzina, sollevamento pesi, tennistavolo, tiro con l'arco, tiro del dardo.

### Cerimonie
La cerimonia di apertura si svolse il 3 novembre presso l'Oda Field, l'impianto delle gare olimpiche di atletica leggera, alla presenza dell'erede al trono Akihito e di sua moglie Michiko.  La cerimonia di chiusura si svolse presso il National Gymnasium, con un pubblico di circa 5000 spettatori e molte autorità presenti, tra cui i principi ereditari, il Ministro della Sanità giapponese ed il Governatore di Tokyo.

## Medagliere
| Nazione        | O  | A  | B  | Tot. |
| -------------- | -- | -- | -- | ---- |
| Stati Uniti    | 50 | 41 | 32 | 123  |
| Gran Bretagna  | 18 | 23 | 20 | 61   |
| Italia         | 14 | 15 | 16 | 45   |
| Australia      | 12 | 11 | 7  | 30   |
| Rhodesia       | 10 | 5  | 2  | 17   |
| Sudafrica      | 8  | 8  | 3  | 19   |
| Israele        | 7  | 3  | 11 | 21   |
| Argentina      | 6  | 15 | 16 | 37   |
| Germania Ovest | 5  | 2  | 5  | 12   |
| Paesi Bassi    | 4  | 6  | 4  | 14   |
| Francia        | 4  | 2  | 5  | 11   |
| Austria        | 4  | 1  | 7  | 12   |
| Giappone       | 1  | 5  | 4  | 10   |
| Belgio         | 1  | 0  | 2  | 3    |
| Svizzera       | 0  | 1  | 0  | 1    |
| Malta          | 0  | 0  | 2  | 2    |
| Svezia         | 0  | 0  | 1  | 1    |